# یوره
ژور (به هلندی: Joure) یک منطقهٔ مسکونی در هلند است که در ده‌فریسکه مارن واقع شده‌است. ژور ۱۳٬۰۹۰ نفر جمعیت دارد.

## خواهرخوانده
شهر مدیاش خواهرخواندهٔ ژور هست.